# Ringier
A Ringier  1833-ban alapított svájci székhelyű lapkiadó vállalkozás.

## Története
Múltja 1833-ra nyúlik vissza: Johann Rudolph Ringier ekkor alapította meg nyomdáját a svájci Zofingen falujában. A kiadó először a svájci német ajkú lakosságra építve adott ki újságokat. 1911-ben jelentették meg az első nagyobb lélegzetű vállalkozást kívánó lapjukat, a Schweizer Illustrierte-t, ami – nem utolsósorban az első világháború kitörése és a svájciak elfordulása a németektől – miatt hatalmas siker lett. Ebben az időben tettek szert – Svájcban elsőként – rotációs mélynyomó gépre, ami ebben az időben rendkívül innovatív lépésnek számított. 1921-ben a francia nyelvű l'Illustré elindítását követően a nem német anyanyelvű területeken is tért hódított a kiadóvállalat. 1950-ben a kiadó saját etikai kódexet fogadott el a lapjai számára, melyet a Schweizer Illustrierte akkori főszerkesztője, Werner Meier írt.
1959-ben, az akkori tulajdonos, Paul August Ringier gondozásában jelent meg a Blick, az első svájci bulvárlap, mely egyben a magyarországi Blikk mintájának tekinthető. A Blick megjelenése nagy port kavart, az akkori újságoktól merőben eltérő stílusa miatt fáklyás tüntetést is szerveztek a lap ellen, melynek sikere ennek ellenére hatalmas volt.
A cég a jelenlegi tulajdonos, Michael Ringier elnöksége alatt, az 1990-es évek elején lépett be több kelet-európai országba, köztük Csehországba, Romániába, Szlovákiába, és Magyarországra is. 2011-ben a Ringier Csoport 11 országban működött, portfóliójában körülbelül 100 újság szerepelt, és több mint 6000 dolgozót foglalkoztatott. 2010. július 1.-jén a Ringier stratégiai szerződést kötött a német tulajdonú Axel Springer AG-val, melynek eredményeképp létrejött a Ringier Axel Springer Media, amely magába olvasztotta a két anyavállalat kelet-európai érdekeltségeit.
A megállapodás a magyar érdekeltségeket is érintette, de a Gazdasági Versenyhivatal vizsgálata elhúzódott, melynek következtében 2011 tavaszán a két érintett vállalat (Ringier Kiadó Kft., Axel Springer-Budapest Kiadói Kft.) visszavonta kérvényét. A versenyhivatali vizsgálattal párhuzamosan zajlott az Nemzeti Média- és Hírközlési Hatóság elemzése, amely végül arra jutott, hogy az egyesülés túlzott médiaerőfölvénnyel járna.
2013 második felében tulajdonosi kezdeményezésre újraindultak az összeolvadásról szóló egyeztetések, de már egy másfajta koncepció alapján: A magyar Ringier egyesül az Axel-Springer hazai érdekeltségeivel olymódon, hogy közben eladja valamennyi érdekeltségét – a Blikk csoportot kivéve – egy harmadik félnek; és a AS is értékesíti ugyanezen szereplőnek a megyei lapokat és néhány magazint. Így jött létre a Ringier Axel Springer Magyarország Kft., mely a Ringier és az Axel Springer közös magyarországi leányvállalata.
2021-22-ben a svájci Ringier megvásárolta a német Axel Springer AG tulajdonrészét a svájci székhelyű közös vállalatban (kivéve a lengyel leányvállalatot), a magyar kiadóvállalat 2022. január 1-től Ringier Hungary Kft. néven folytatja tevékenységét. A Ringier Hungary Kft-nek nincs jogi kapcsolata a korábbi Ringier Kiadói Kft-vel.

## Képek

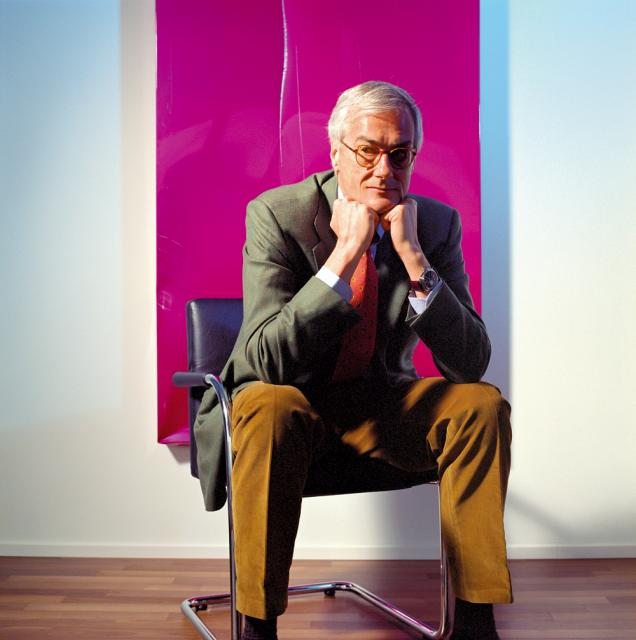
Michael Ringier, az igazgatóság elnöke
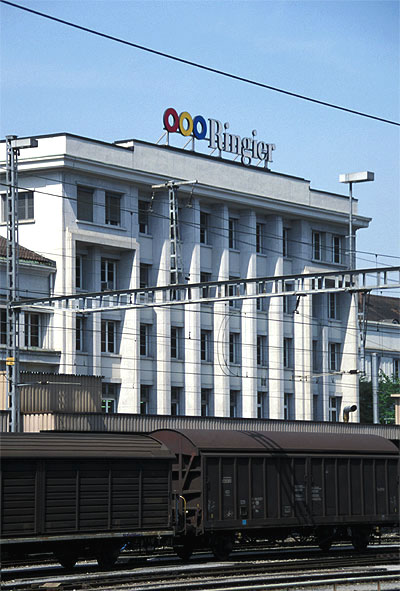
A Ringier székháza Zofingenben
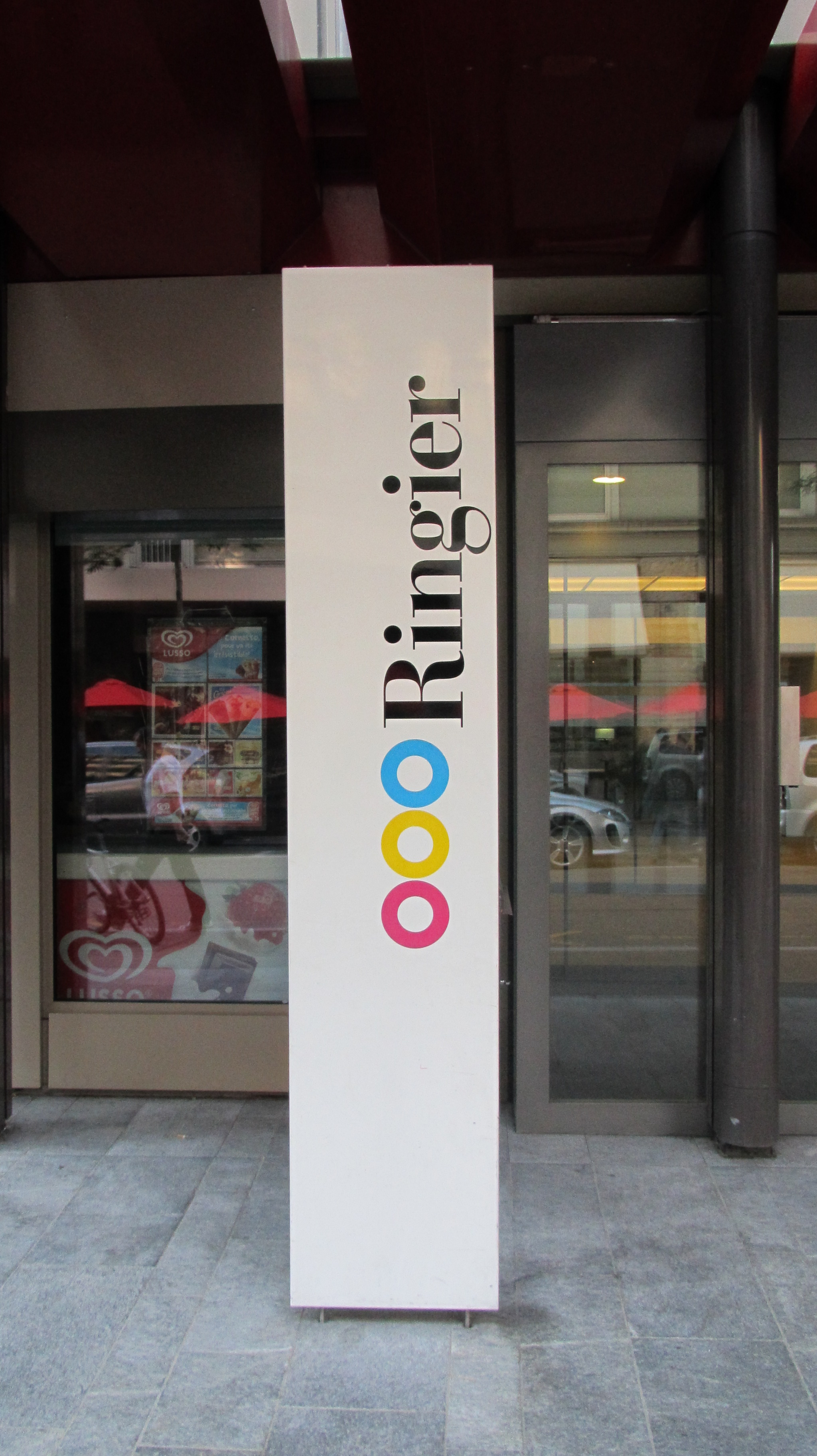
Reklámtábla Zürichben

## Külső linkek
- A Ringier nemzetközi honlapja
- A Médiatanács engedélye a szétválasztott felvásárlásról